# Clytus minutissimus
Clytus minutissimus là một loài bọ cánh cứng trong họ Cerambycidae.